# Maurizio Randazzo
Maurizio Randazzo (Santa Caterina Villarmosa, 1964. március 1. –) olimpiai és világbajnok olasz párbajtőrvívó.